# Skupina půd ochrických
Skupina půd ochrických je charakterizována poměrně malým stářím, obsahující pouze horizont A umístěný přímo na horizontech C či D. Mezi tyto půdy se v rámci Morfogenetického klasifikačního systému půd ČSSR řadí 2 půdní typy. Jedná se o litozem a regozem.